# Vitbröstad sydhake
Vitbröstad sydhake (Eopsaltria georgiana) är en fågel i familjen sydhakar inom ordningen tättingar. Den förekommer i tät växtlighet intill vattendrag i sydvästra Australien. Beståndet anses vara livskraftigt.

## Utseende och läte
Vitbröstad sydhake är en liten och knubbig tätting med vit undersida och grå ovansida, på vingarna mörkare grå. I flykten syns ljusa stjärtspetsar och ett ljust vingband. Liknande hona svarthuvad sydhake har synligt vitt vingband även på sittande fågel och vita stjärtkanter. Det senare uppvisar även i övrigt liknande brun flugskvätta. Bland lätena hörs snabba och stigande "ziip" som ofta upprepas.

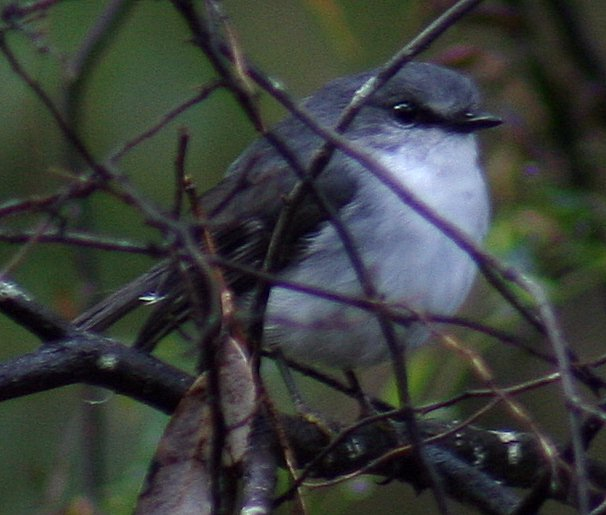

## Utbredning och systematik
Vitbröstad sydhake föreommer enbart i sydvästra Western Australia, från Geraldton till Esperance. Den behandlas som monotypisk, det vill säga att den inte delas in i några underarter.

## Levnadssätt
Vitbröstad sydhake hittas i kraftig vegetation utmed rinnande vattendrag.

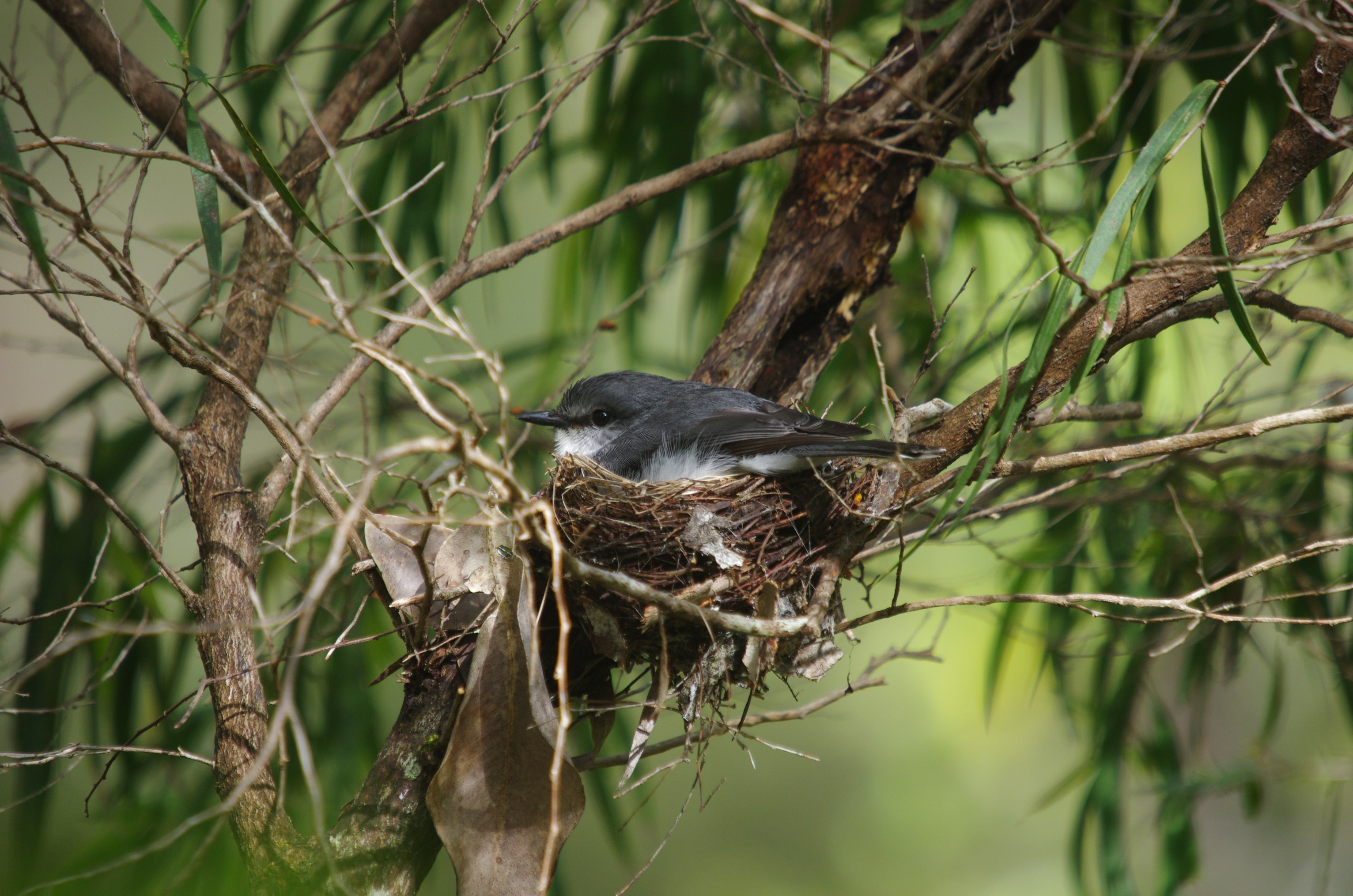
Vitbröstad sydhake på bo.

## Status
Arten har ett begränsat utbredningsområde, men beståndet anses vara stabilt. IUCN kategoriserar arten som livskraftig.